# Pi Aquilae
Pi Aquilae (52 Aquilae) é uma estrela na direção da constelação de Aquila. Possui uma ascensão reta de 19h 48m 42.05s e uma declinação de +11° 48′ 57.3″. Sua magnitude aparente é igual a 5.75. Considerando sua distância de 570 anos-luz em relação à Terra, sua magnitude absoluta é igual a −0.46. Pertence à classe espectral F2V:+.... É componente do sistema pi Aquilae.